# Anteryon
Anteryon International BV is een bedrijf dat is gespecialiseerd in (micro)optische componenten en systemen zoals lenzen (glas/replica) en lasermodules voor industriële sensoren (optische meetsystemen) en constructie (bouw) activiteiten, optische coatings, fijn mechanische bewerkingen van glas en keramiek ten behoeve van de semiconductor markt en optische systemen ten behoeven van de agrarische sector . 
De onderneming is in 1985 begonnen als een activiteit binnen het Philipsconcern. In 1987 kwamen optische systemen voor professionele toepassingen op de markt, gevolgd in 1990 door optische systemen voor cd- en dvdspelers. In 2000 kwam optica voor barcodescanners beschikbaar en in 2001 ook optische schakelapparatuur voor telecommunicatietoepassingen.
In 2006 werd begonnen met de productie van lenzen voor mobiele telefoons en in 2009 startte men met de massaproductie op basis van waferoptics.
In 2019 is de waferoptics productie verplaatst naar Suzhou China.

## Verzelfstandiging
In 1999 werden de micro-optica activiteiten in een afzonderlijke business unit van Philips ondergebracht terwijl in 2001 de naam Anteryon binnen Philips werd ingevoerd. In 2006 werd Anteryon verzelfstandigd.
In 2019 is het het merendeel van de aandelen overgenomen door WLOPT Suzhou wat onderdeel is van WLCSP, genoteerd op de beurs van Shanghai. Sinds november 2023 is de groot aandeelhouder het bedrijf Optiz Tchnology PTE Ltd, gebaseerd in Singapore.
Het bedrijf is gevestigd in Nederland en heeft partners in, China Israël, Italië, Japan, Korea, Scandinavië, Taiwan, en de Verenigde Staten.